# Charles Adams (MP)
Charles Adams (2 de novembro de 1753 - 15 de novembro de 1821) foi um político britânico que serviu como Membro do Parlamento por Weymouth e Melcombe Regis entre 1801 e 1812.
Ele votou contra a Convenção de Sintra.